# Прокопович, Пётр Петрович
Пётр Петро́вич Прокопо́вич (бел. Пётр Пятровіч Пракаповіч; род. 3 ноября 1942, деревня Козлы или Ровно Пружанского района Брестской области) — белорусский государственный деятель, председатель правления Национального банка Республики Беларусь в 1998—2011 годах.
С 1960 по 1972 гг. работал строителем в России и Казахстане. С 1972 по 1976 гг. руководил Кобринской межколхозной строительной организацией. С 1976 по 1996 гг. возглавлял «Брестоблсельстрой».
Следующие три года был заместителем главы Администрации президента и первым заместителем премьер-министра. С 1998 по 2011 гг. был руководителем Национального банка. В 2012—2013 гг. работал помощником президента.
Сидел за одной партой с Петром Климуком.
Герой Беларуси (2006).

## Биография
Родился 3 ноября 1942 года.
- 1959 — окончил Томашовскую среднюю школу.
- 1960—1961 — каменщик Должанского шахтостроительного управления Луганской области.
- 1966 — окончил Днепропетровский инженерно-строительный институт.
- 1966—1972 — мастер-строитель, прораб, главный инженер, начальник строительного управления № 3 треста «Целиноградпромстрой» (Казахстан).
- 1972—1976 — заместитель председателя, председатель правления Кобринской межколхозной строительной организации.
- 1976—1996 — главный инженер Брестского облмежколхозстроя, генеральный директор Брестского облсельстроя, ПО «Брестоблсельстрой».
- 1990—1995 — Депутат Верховного Совета Белоруссии.
- 1996 — заместитель руководителя Администрации Президента Республики Беларусь, первый заместитель премьер-министра Республики Беларусь.
- с марта 1998 — председатель правления Национального банка Республики Беларусь.
- 13 апреля 2011 стало известно, что Прокоповичу была сделана сложная операция на сердце.
- В июне 2011 года был отправлен в отставку «по состоянию здоровья».
- 18 июля 2011 года был официально отправлен на пенсию[4].
- 17 августа 2012 года назначен помощником президента Беларуси[5].
- 18 января 2013 года освобожден от должности помощника президента Беларуси и назначен заместителем председателя правительства Республики Беларусь[6].
- 27 декабря 2014 года освобождён от должности заместителя председателя правительства Республики Беларусь[7], 3 апреля 2015 года избран председателем наблюдательного совета БПС-Сбербанка[8]. В конце марта 2021 года покинул состав наблюдательного совета банка[9].

## Девальвация белорусского рубля 2011 года
В начале 2011 года глава Нацбанка Прокопович неоднократно заявлял о том, что девальвация в Беларуси не планируется, курс белорусского рубля по отношению к корзине валют удержится в восьмипроцентном коридоре, а показатели, утверждённые в Основных направлениях денежно-кредитной политики Беларуси, не будут нарушаться.
Пока я являюсь председателем правления Нацбанка, никакой разовой одномоментной девальвации никогда не будет. У нас достаточно опыта, который мы накопили за 15 лет, и этот опыт говорит о том, что это плохое решение для белорусов. Раз плохое решение, мы его выполнять не будем <...> Даже девальвации в 5% у нас никогда не будет (17 марта 2011)
23 мая 2011 года Нацбанк девальвировал белорусский рубль на 56 %.

## Награды
- Герой Беларуси (2006)
- Орден Отечества III степени (2001)[12]
- Орден Трудового Красного Знамени
- Орден «Знак Почёта»
- Заслуженный строитель Белорусской ССР